# Phyllopertha horticoloides
Phyllopertha horticoloides är en skalbaggsart som beskrevs av Lin 1965. Phyllopertha horticoloides ingår i släktet Phyllopertha och familjen Rutelidae. Inga underarter finns listade i Catalogue of Life.